# سر تختي شاه أباد (بمبور الغربي)
سر تختي شاه أباد (بالفارسية: سرتختی شاه‌آباد) هي قرية تقع في إيران في قسم بمبور الغربي الريفي. يقدر عدد سكانها بـ 669 نسمة بحسب إحصاء 2016.